# 牧野成時 (関宿藩嫡子)
牧野 成時（まきの なりとき）は、江戸時代前期の下総国関宿藩の世嗣。通称は惣右衛門、兵部。官位は従五位下・美濃守。

## 生涯
上総国久留里藩の藩祖にあたる黒田用綱の四男として誕生した。母は都築為次の養女。初名は直逵。正室は牧野成貞次女・安。
徳川綱吉の側近として活躍した牧野成貞の養子となる。天和元年（1681年）12月に、成貞の次女・安と結婚、はじめは成住と名乗る。
天和2年（1682年）12月14日に従五位下、同年に美濃守に叙任する。妻・安は綱吉に望まれて大奥に入ったとも言われており、大奥入りした夜に切腹したとも、貞享4年（1687年）9月27日に食傷で死亡した（戸田茂睡「御当代記」）とも伝わる。
成時の没後は、成春（牧野家臣・大戸吉房の子）が養子となった。